# Familia Mosquera
Los Mosquera son una prestigiosa familia de la aristocracia colombiana con orígenes en Badajoz, España. Su centro de poder y familiar es la región del Cauca y la ciudad de Popayán. 

## Historia
Sus miembros tuvieron una enorme relevancia en la vida política, económica, religiosa y social de Colombia durante el siglo XIX, y entre ellos destacan dos presidentes de Colombia y diversos políticos, militares, diplomáticos y empresarios colombianos.
Era una de las familia más ricas y poderosas de la joven nación de Colombia, ya que los Mosquera eran los dueños de diferentes minas de oro, haciendas y gran número de esclavos en el actual departamento de Cauca, estaban emparentados con las familias más aristocráticas del virreinato Nueva Granada como los Arboleda, los Valencia y los Vergara y otras familias menos emblemáticas que orbitaban la casa Mosquera como los Castro, los Cajiao, los Rodríguez Gil de Popayán, todos enfocados en un proyecto político monocrático llegando a convertirse en la familia más importante y poderosa del Cauca.
Simón Bolívar vio en estas familias la oportunidad de obtener apoyo financiero y logístico en la región suroccidental de la Nueva Granada.
La familia Mosquera-Arboleda le brindó apoyo político y financiero, a cambio de mantener su poder regional. Así se unieron al proyecto bolivariano de un Estado con un ejecutivo fuerte, lo que llevó a algunos de sus miembros a ocupar altos cargos políticos, militares y eclesiásticos durante la Gran Colombia y después.
La familia del General Tomás Cipriano Mosquera, presidente de Colombia en varias ocasiones llegó a ser llamada la 'Familia Real de Colombia' durante la Época de los Caudillos (1830-1875).Varios miembros de la familia Mosquera se han destacado en la vida nacional de la hoy Colombia y en España, incluyendo a un regente de España y presidentes de la República de Colombia:
|              | Joaquín Mosquera Figueroa y Arboleda Vergara | Regente de España Presidente de la Junta Suprema Central (Rey en funciones del Imperio Español) Caballero de la Orden de Isabel la Católica | \| Proclamación \| 22 de enero de 1812 \| 22 de enero de 1812 \| \| Abdicación \| 15 de junio de 1812 \| 15 de junio de 1812 \| |
| Proclamación | 22 de enero de 1812                          | 22 de enero de 1812 | |
| Abdicación   | 15 de junio de 1812                          | 15 de junio de 1812 | |

### Presidentes de Colombia

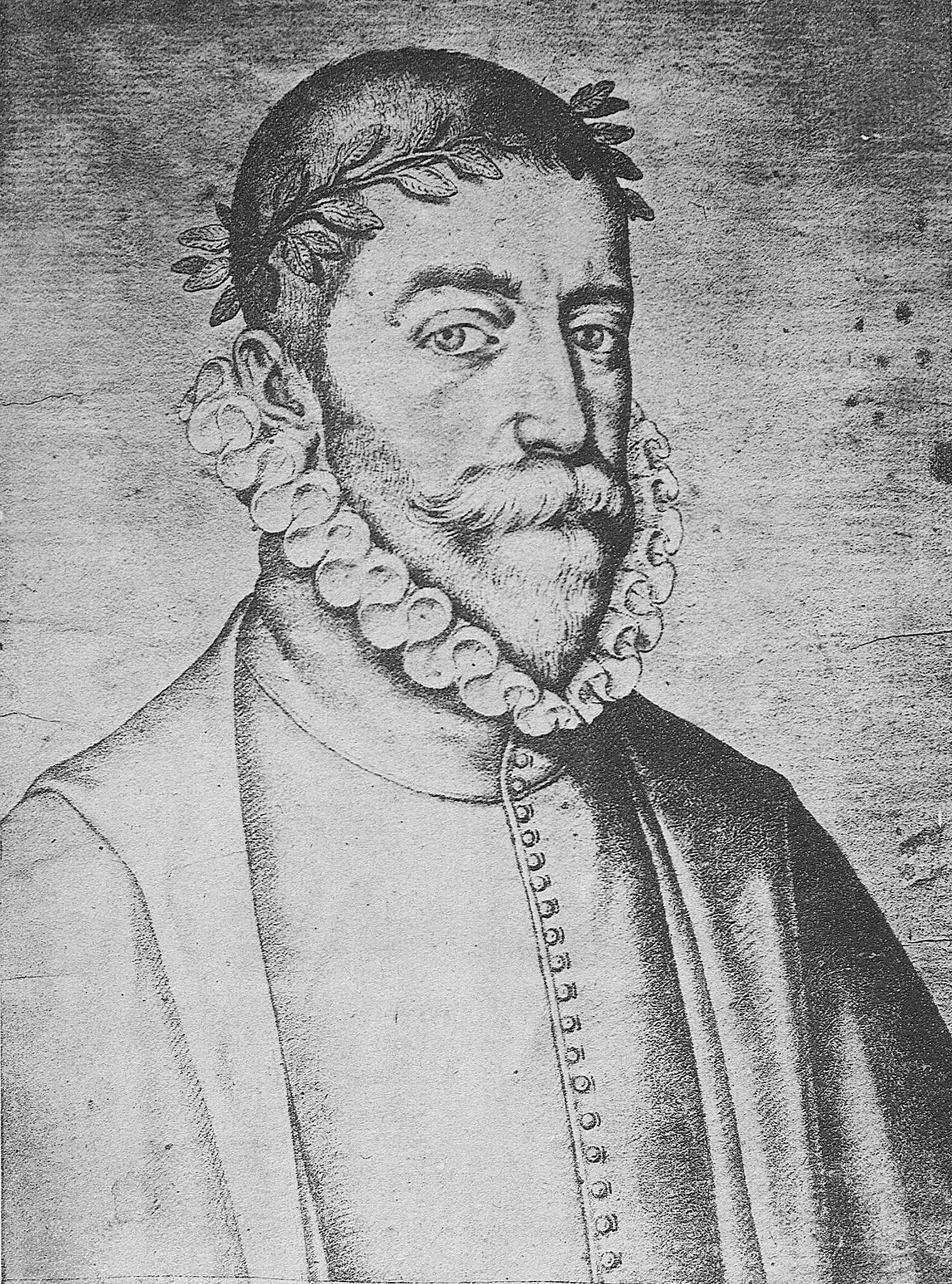
Retrato de Cristóbal Mosquera de Figueroa en Francisco Pacheco, (1564-1644)

| Imagen                                                      | Información                           |                                                           | Inicio               | Final                 |
| ----------------------------------------------------------- | ------------------------------------- | --------------------------------------------------------- | -------------------- | --------------------- |
|                                                             | Joaquín Mosquera y Arboleda           | 5.º Presidente de la Gran Colombia                        | 1830                 | septiembre de 1830    |
|                                                             | Tomás Cipriano de Mosquera y Arboleda | 5.º Presidente de la República de Nueva Granada           | 1845                 | 1849                  |
| 3.er Presidente de la Confederación Granadina               | Tomás Cipriano de Mosquera y Arboleda | 1861                                                      | 1863                 |                       |
| 1.º, 3.º y 6.º presidente de los Estados Unidos de Colombia | Tomás Cipriano de Mosquera y Arboleda | 1863                                                      | 1864                 |                       |
| 1.º, 3.º y 6.º presidente de los Estados Unidos de Colombia | Tomás Cipriano de Mosquera y Arboleda | 1866                                                      | 1867                 |                       |
|                                                             | Víctor Mosquera Chaux                 | Designado Presidencial de la República de Colombia (1981) | 3 de febrero de 1981 | 11 de febrero de 1981 |

### Orígenes
Herederos de don Cristóbal de Mosquera y Figueroa, primero de la familia en llegar a territorio colombiano a mediados del siglo XVI. Nacido en Badajoz (Extremadura) y uno de los varios hijos legítimos del Caballero Comendador de la Orden de Santiago, don Alonso Hernández de Diosdado de Mosquera Moscoso y su esposa Da. Isabel Suárez de Alvarado.  Sus otros hermanos que participaron en la conquista de la Florida y Centroamérica fueron el capitán Luis de Moscoso Alvarado, el capitán Juan de Alvarado, don Gómez de Alvarado, don Alonso de Alvarado y Catalina de Alvarado y Figueroa, casada ésta con Pedro Venegas de Quesada, señor de la Villa de Linares en el Obispado de Jaén. Cristóbal Mosquera y Figueroa pasó a la conquista de la Florida con sus hermanos, con licencia dada el 9 de marzo de 1538. 

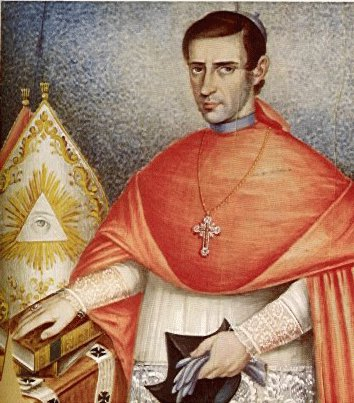
Manuel José Mosquera

Estuvo después en el Perú con su pariente Francisco Mosquera y participó en la Batalla de Añaquito contra el rebelde Pizarro. Por sus servicios el gobernador García del Espinar le dio la Encomienda de Avirama. Casó en Cartago con María Rengifo, natural de Cali, hija legítima del capitán español Francisco Lozano Bravo y su esposa Leonor Rengifo, natural de Cartago. Fue hijo único de este matrimonio el capitán Cristóbal Mosquera y Figueroa, segundo del nombre, quien casó por 1619 con Tomasina de Salazar, mujer principal hija legítima del capitán Andrés del Campo Salazar y su esposa Isabel de Figueroa (descendiente ésta del capitán don Francisco Mosquera y Figueroa, quien era bisnieto de don Pedro Suárez de Figueroa, hermano del I Conde de Feria). Sus descendientes se convirtieron en poseedores de grandes extensiones de tierras en la región del Cauca.
El General Tomás Cipriano de Mosquera dice sobre su ascendencia noble, manifestó en su testamento lo siguiente:

« Yo, Tomás Cipriano Ignacio María de Mosquera-Figueroa y Arboleda-Salazar, Prieto de Tobar, Vergara, Silva, Hurtado de Mendoza, Urrutia y Guzmán, declaro: que nací el 26 de septiembre de mil setecientos noventa y ocho, día jueves, primer día de menguante, a las ocho de la noche en la casa de mis padres, situada en Popayán en la calle de la Pamba... 
Fueron mis padres el Doctor Don José María de Mosquera-Figueroa y Doña María Manuela Arboleda-Salazar. Mis abuelos paternos Don José Patricio de Mosquera-Figueroa y Doña María Teresa Arboleda-Salazar, y los maternos Don Francisco Antonio Arboleda-Salazar y Doña Juana Francisca Arrachea. 

Por la línea de mi padre desciendo del príncipe Dorico de Moscovia y de los Duques de Feria y de Alba, y por tanto de varios soberanos, y por la de mi madre de los mismos y de los Hurtado de Mendoza, Grandes de España, lo cual consta en los documentos que dejo a mis hijos y con una carta de la Emperatriz Eugenia, como muestra relacionada, por ser ella y nosotros descendientes de Guzmán el Bueno... »